# Kerry Anne Wells
Kerry Anne Wells là một Hoa hậu Hoàn vũ của Australia. Bà đến từ East Victoria Parrk, miền tây Australia.
Cuộc thi Hoa hậu Hoàn vũ 1972 là lần đầu tiên Hoa hậu Hoàn vũ được tổ chức tách khỏi lãnh thổ Mỹ. Năm đó, cuộc thi được tổ chức tại Dorado, Puerto Rico. Hoa hậu Hoàn vũ 1971, Georgina Rizk không thể đến Puerto Rico để trao vương miện cho Wells vì chính phủ Liban lo ngại vấn đề khủng bố nên Marisol Malaret, Hoa hậu Hoàn vũ 1970 người Puerto Rico đã trao vương miện cho cô.
Kerry Anne Wells là người phụ nữ Australia đầu tiên giành vương miện Hoa hậu Hoàn vũ, được tiếp nối bởi Jennifer Hawkins vào năm 2004. Năm 1972 được coi là năm bùng nổ của sắc đẹp Úc trên đấu trường quốc tế. Cùng với chiến thắng Hoa hậu Hoàn vũ của Wells, Australia cũng đăng quang luôn danh hiệu Hoa hậu Thế giới, Hoa hậu châu Á - Thái Bình Dương và đoạt á hậu 2 Hoa hậu Quốc tế.
Hiện nay, Wells là một nhà thiết kế thời trang thành đạt, một nhà văn và đồng thời là một bình luận viên về vẻ đẹp hình thể. Bà làm việc cho BodyThink, một chương trình về phong cách sống đẹp cho các trường học ở Úc.